# Megaselia nigribasis
Megaselia nigribasis är en tvåvingeart som beskrevs av Rudolf Beyer 1966. Megaselia nigribasis ingår i släktet Megaselia och familjen puckelflugor.
Artens utbredningsområde är Thailand. Inga underarter finns listade i Catalogue of Life.